# Mini Dice
Mini Dice ist ein einfaches Glücksspiel mit drei Würfeln; es wird vor allem in australischen Spielbanken und auf Schiffs-Casinos gespielt.
Mini Dice bietet zwei Wettmöglichkeiten:
- Single die: Man setzt auf eine der Augenzahlen Eins bis Sechs. Zeigt ein Würfel die gesetzte Augenzahl, so gewinnt man den Betrag seines Einsatz; zeigen zwei Würfel die gesetzte Augenzahl, so gewinnt man den doppelten Einsatz; zeigen alle drei Würfel die gesetzte Augenzahl, so gewinnt man den zwölffachen Einsatz; zeigt kein Würfel die gesetzte Augenzahl, so ist der Einsatz verloren. Der Bankvorteil beträgt 3,70 %; diese Wette entspricht dem Spiel Chuck a Luck mit den Quoten 1:1, 2:1 und 12:1.

- Field: Man wettet darauf, dass die Augensumme der drei Würfel einen der Werte 5, 6, 7, 8, 13, 14, 15 oder 16 annimmt. Im Gewinnfall erhält man even (money), d. h. einen 1:1-Gewinn ausbezahlt. Die Gewinnwahrscheinlichkeit beträgt bei dieser Wette 48,15 %, der Bankvorteil 3,70 %.

Die Auszahlungsquoten bei der Wette auf Single die bzw. die Augensummen im Field sind nicht in allen Casinos gleich; häufig werden den Spielern weniger günstige Bedingungen angeboten.

## Unterschiede zu verwandten Spielen
Mini Dice unterscheidet sich von Chuck a Luck lediglich durch die bessere Gewinnquote und die zusätzliche Setzmöglichkeit Field.
Das ähnliche Sic Bo kennt zwar kein Field, dafür aber eine Vielzahl anderer weiterer Setzmöglichkeiten.